# Callichroma euthalium
Callichroma euthalium là một loài bọ cánh cứng trong họ Cerambycidae.